# روژه میشلو
روژه میشلو (انگلیسی: Roger Michelot; ۸ ژوئن ۱۹۱۲ – ۱۹ مارس ۱۹۹۳) بوکسور اهل فرانسه بود.